# Hatice Turhan
Titres
Haseki de l'Empire ottoman
(Sultane Consort)
2 janvier 1642 – 12 août 1648
Naib-i-Sultanat de l'Empire ottoman
2 septembre 1651 – 1656
Sultane validé de l'Empire ottoman
2 septembre 1651 – 4 août 1683
Hatice Turhan, née vers 1627 et morte le 4 août 1683, dont le nom signifie « miséricorde », fut épouse du Sultan Ibrahim Ier (qui régna de 1640 à 1648) et Sultane validé en tant que mère de Mehmet IV (qui régna de 1648 à 1687). Hatice Turhan est célèbre par sa régence exercée au nom de son jeune fils, et par son mécénat. Avec sa belle-mère, la sultane Kösem, elle fait partie des seules régentes officielles de l'histoire de l'Empire ottoman qui ont pu exercer le commandement suprême. Hatice Turhan  fut la seule femme à participer légalement à la gouvernance de l'Empire ottoman, bien qu'en pratique elle ait transféré les pouvoirs politiques au grand vizir. De ce fait, Hatice Turhan fut l'une des figures marquantes de la période connue sous le nom de Sultanat des femmes. Hatice Turhan a survécu à l'extermination des 280 concubines noyées dans le Bosphore sur l'ordre du sultan Ibrahim Ier,.

## Origines
On pense généralement que Hatice Turhan, dont le véritable nom est inconnu, est d'origine slave orientale (Ukraine). Enfant, elle fut capturée par les Tatars au cours d'un raid dans le sud de la Ruthénie, et vendue comme esclave dans l'Empire ottoman. À l'âge de 12 ans environ, Hatice fut offerte au harem impérial du Palais de Topkapi, comme cadeau de la part du Khanat de Crimée à la mère du sultan Ibrahim Ier, Kösem,.

## Consort de l'Empire
C'est probablement la sultane Kösem, qui donna Hatice au sultan comme concubine. Hatice Turhan donna à Ibrahim un fils, le futur sultan Mehmed IV, le 2 janvier 1642, ainsi qu'une fille, Atike.

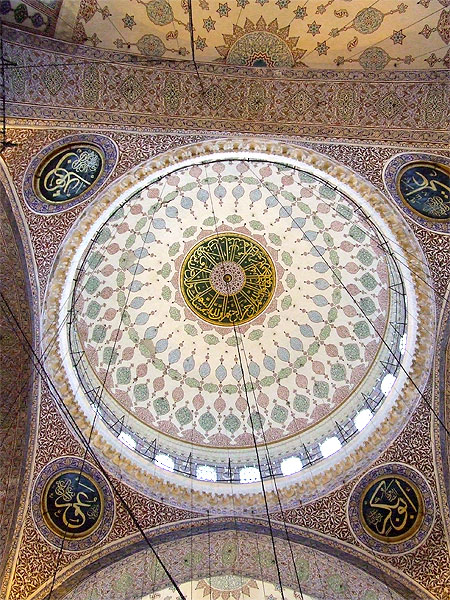
La Mosquée neuve à Eminönü, Istanbul : la construction commence pendant la régence de Safiye Sultan et se poursuit au cours de la régence de Hatice Turhan, mère du sultan Mehmed IV.

Hatice Turhan fut l'une des huit sultanes Haseki  (sultanes consort) d'Ibrahim Ier. Elle n'était cependant pas sa femme. Elle était titrée Dördüncü Haseki Sultan dans le Harem, ce qui signifie littéralement "quatrième sultane consort".

## Avènement de Mehmed

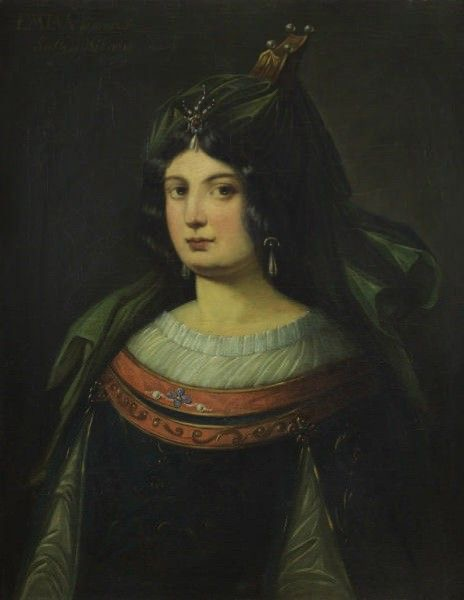
Portrait du sultan Hatice Turhan.

Le comportement d'Ibrahim suscite des projets de renversement du sultan. Le 8 août 1648, Ibrahim est détrôné, et meurt étranglé quelques jours plus tard. C'est désormais son fils Mehmed IV qui se trouve à la tête de l'Empire ottoman. Avec l'avènement de Mehmed, la fonction de sultane Validé ("mère du sultan régnant") aurait dû passer à Hatice Turhan. Mais elle fut écartée en raison de sa jeunesse et de son inexpérience. À sa place, la grand-mère du sultan et précédente sultane Validé, Kösem, fut rétablie dans cette charge prestigieuse. La sultane Kösem étant Validé (mère) de deux fils, c'est donc elle qui, d'entre les deux, avait le plus d'expérience.
Cependant Hatice Turhan était bien trop ambitieuse pour laisser passer une si prestigieuse fonction, du moins sans se battre. Dans sa lutte pour devenir sultane Validé, elle obtient le soutien du chef des eunuques noirs de sa maison, et du grand vizir, tandis que Kösem est soutenue par le Corps des Janissaires. Bien que Kösem s'acquitte efficacement des devoirs d'une Validé, le peuple accepte mal l'influence grandissante des Janissaires avaient sur l’État.
Dans cette lutte de pouvoir, Kösem avait prévu de détrôner Mehmed et de le remplacer avec un de ses autres petits-fils, Süleyman. Selon un historien, ce projet avait plus à voir avec l'éloignement d'une belle-fille ambitieuse qu'avec une substitution avec une autre plus aisément manipulable, Aşub Sultan. Le complot échoua, car il fut révélé à Hatice Turhan par Meleki Hatun, l'une des compagnes esclaves de Kösem. Et que Hatice Turhan l'ait approuvé ou non, la sultane Kösem fut assassinée trois années après être devenue régente pour son jeune petit-fils.

## Sultane-mère et régente
À la mort de sa rivale, Hatice Turhan devient sultane Validé. En tant que régente, elle disposait de pouvoirs étendus. Elle accompagnait son fils le sultan à des réunions importantes, et s'exprimait sur les questions discutées, de sa place derrière le rideau. Elle était profondément aimée et respectée par son fils, le sultan. Il la considérait comme la co-dirigeante de l'empire et lui accordait des pouvoirs étendus, la traitant comme une véritable impératrice. Elle fut la seule sultane Validé à exercer à parts égales le pouvoir avec son fils, dépassant même Kösem à l'apogée de sa puissance. En raison de son inexpérience, Hatice Turhan comptait sur d'autres membres du gouvernement pour la conseiller sur les questions politiques. Cela est visible lorsque l'on regarde sa correspondance avec les grands vizirs.
La régence de Hatice Turhan fut troublée par deux problèmes : la guerre de Candie contre les Vénitiens pour la conquête de la Crète, et la crise financière qui résulte des dépenses militaires élevées. Les piètres grands vizirs n'améliorent pas la situation. Toutefois, en 1656, Mehmed Pacha Köprülü est nommé au poste de grand vizir. Il n'accepte qu'à condition qu'on lui donne plus d'autorité que ses prédécesseurs.
Hatice Turhan transfère donc son pouvoir politique au nouveau grand vizir.

### Mécénat
En donnant de larges pouvoirs au grand vizir, Hatice Turhan limita sa propre influence sur la scène politique. Mais elle canalisa son énergie dans d'autres projets, notamment architecturaux.
Son premier grand chantier fut lancé en 1658. Peut-être en réponse à la menace vénitienne, la Validé fit bâtir deux forteresses à l'entrée du détroit des Dardanelles. Les édifices sont encore visibles de nos jours, l'une sur la côte européenne, l'autre sur la côte orientale. Mehmed II le Conquérant, et d'autres sultans, avaient également fait construire des forteresses dans la même région.
Hatice Turhan a également fait construire la Mosquée neuve à Constantinople (aujourd'hui nommé Istanbul). Le chantier avait été lancé par l'une de ses prédécesseures, Safiye Sultan. Elle avait choisi le quartier commerçant de la ville, Eminonü, pour l'emplacement de la mosquée. Ce secteur était alors peuplé de non-Musulmans. Par la construction d'une nouvelle mosquée à Eminönü, Safiye voulait convertir le quartier. Pour construire sur ce site, il fallut donc confisquer les propriétés foncières de ces populations non-musulmanes, une politique qui ne s'était pas déroulée sans heurts. Les premières pierres furent posées en 1597. À la mort de Mehmed III, le fils de Safiye, la construction de la mosquée s'arrêta, car elle n'était plus sultane-mère. Le chantier fut donc abandonné pendant 57 ans, mais reprit après la destruction du quartier pendant le grand incendie de 1660. Hatice Turhan avait décidé de terminer l’œuvre de la sultane Safiye. À son achèvement en 1665, le complexe comprenait non seulement la mosquée, mais aussi une école, des fontaines publiques, un marché, et un mausolée. La Mosquée Neuve fut la première mosquée impériale construite par une femme.
Hatice Turhan fut la dernière femme régnante à exercer un tel pouvoir étendu, en tant que régente pour son jeune fils. Comme les femmes ne pouvaient se montrer en public dans l'Empire ottoman, ses sujets appréciaient Hatice Tuhran à travers son haut patronage architectural.
Hatice Turhan, sultane Validé et régente pour son jeune fils Mehmed IV, mourut en 1683. Elle fut enterrée dans un tombeau à l'intérieur de la Mosquée Neuve. Elle repose aux côtés de son fils et de ses descendants.

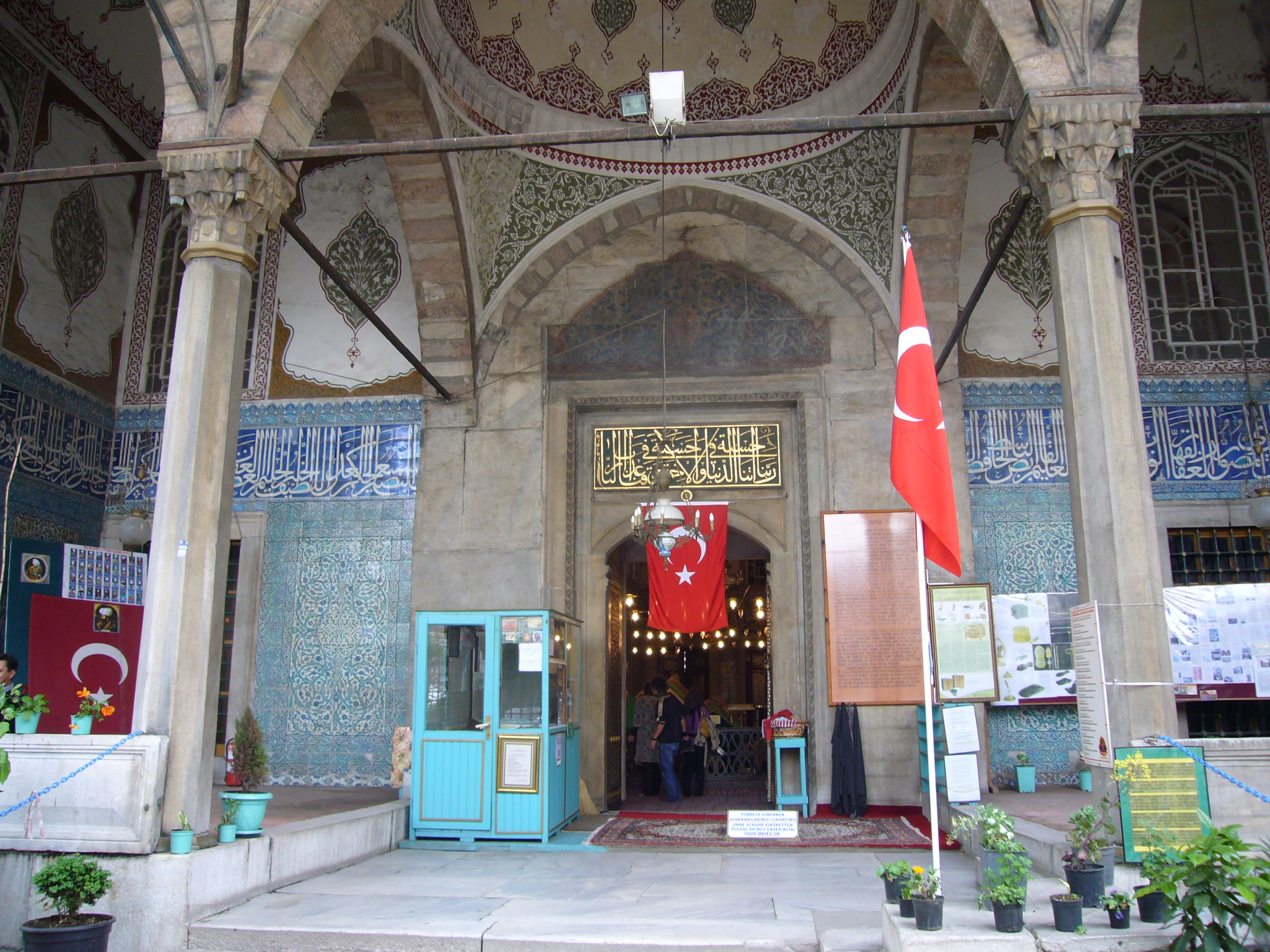
L'entrée du turbé (mausolée) de Hatice Turhan.
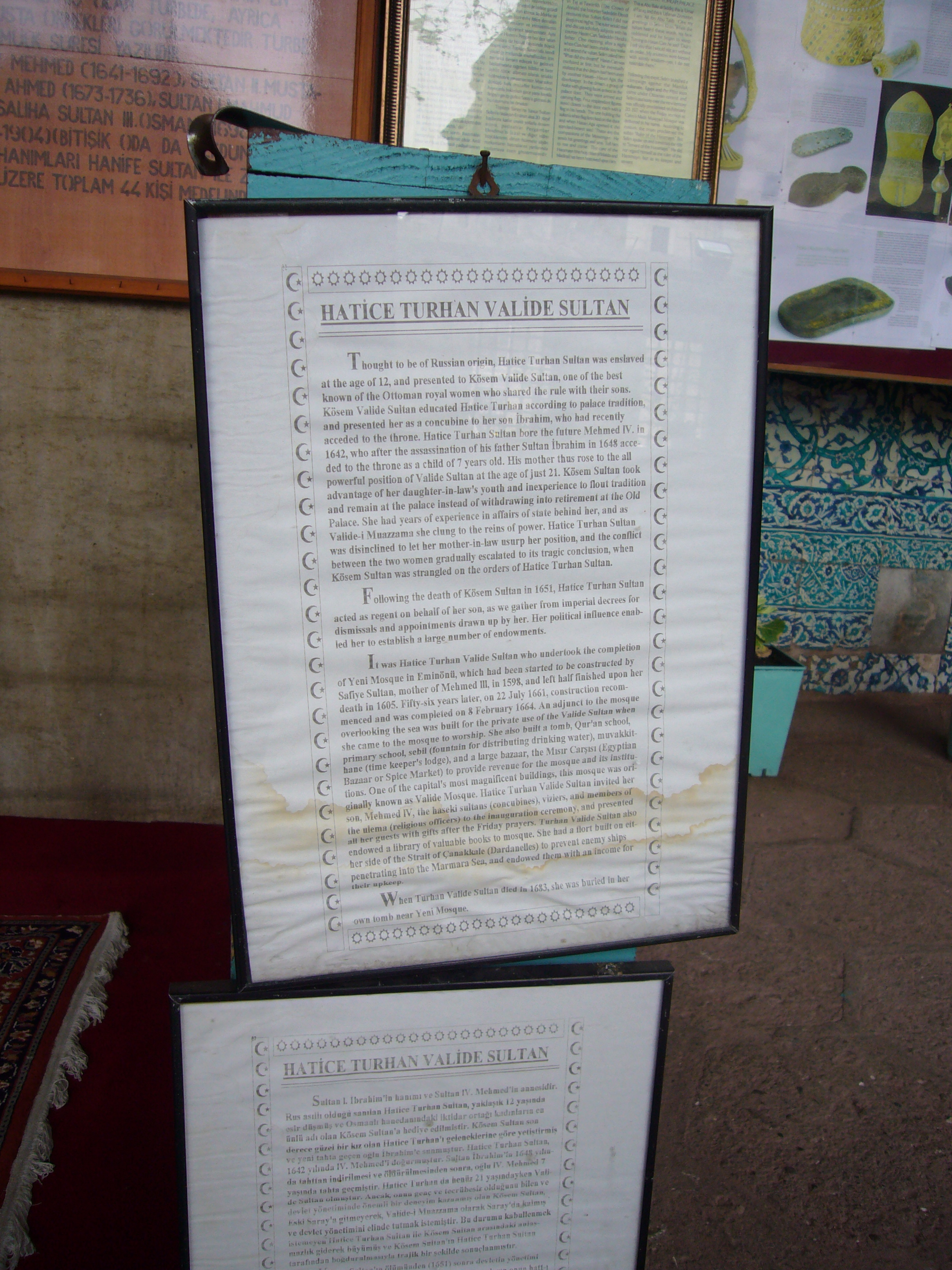
L'inscription à l'entrée du tombeau de Hatice  Turhan.
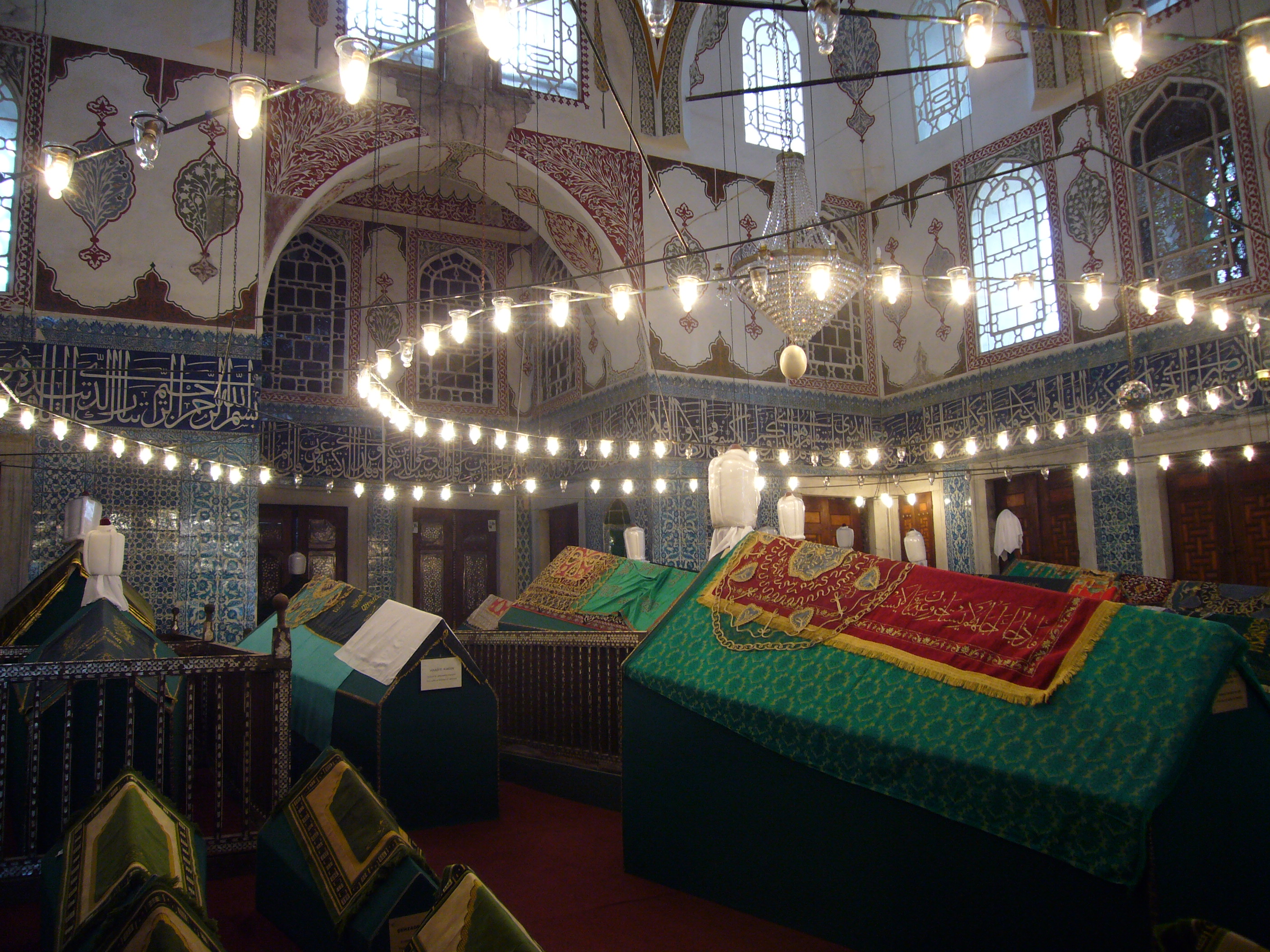
Le turbé de Hatice Turhan est situé près de la Mosquée Neuve à Eminönü, Istanbul.
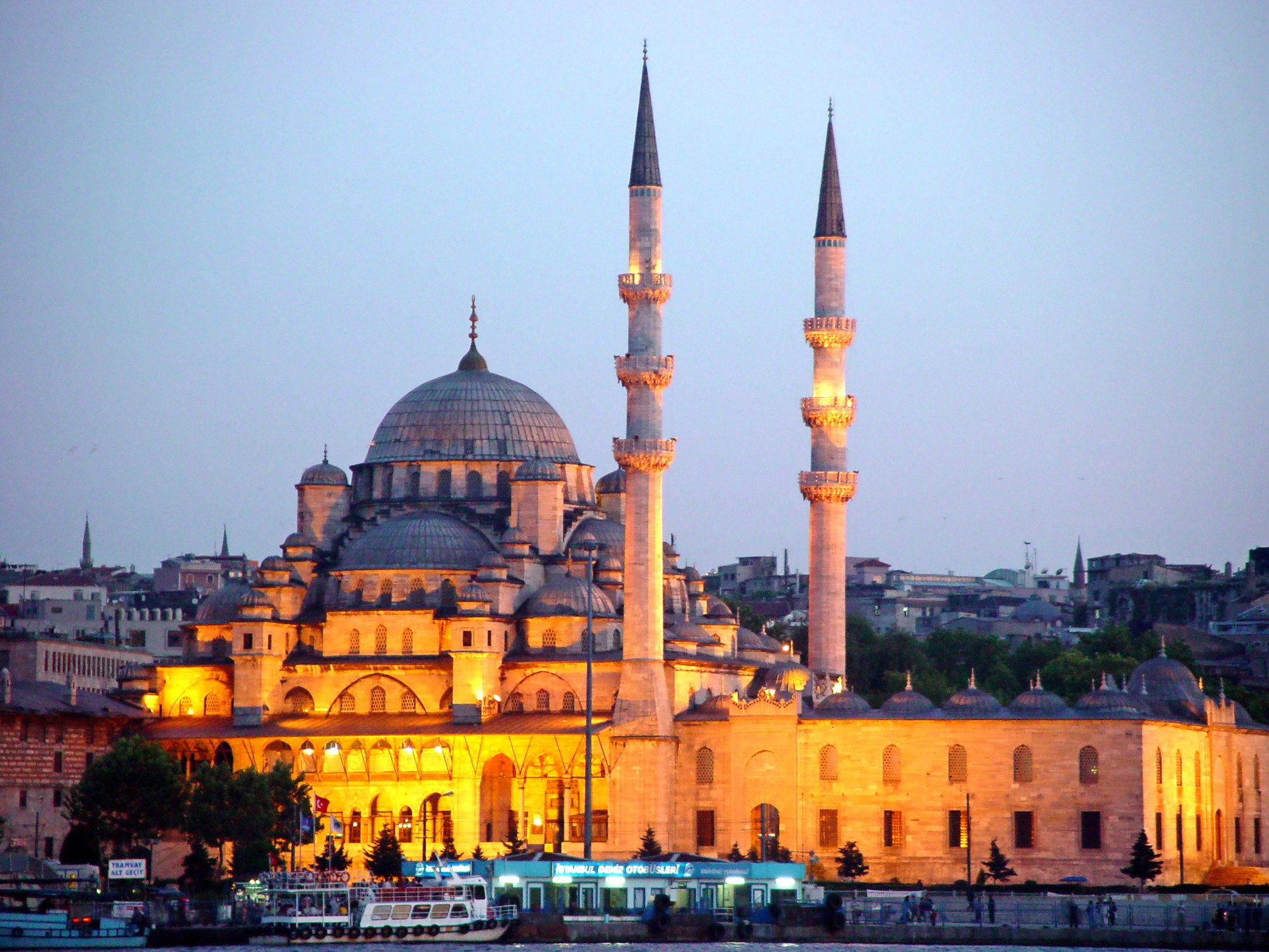
La Mosquée Neuve à Eminönü.

## Dans la culture populaire
En 2015, dans la série télévisée historique Muhteşem Yüzyıl: Kösem, Hatice Turhan est incarnée par l'actrice turque Hande Doğandemir.